# Theretra boisduvalii
Theretra boisduvalii is een vlinder uit de familie van de pijlstaarten (Sphingidae). De wetenschappelijke naam van de soort werd in 1839 gepubliceerd door Charles-Juste Bugnion.

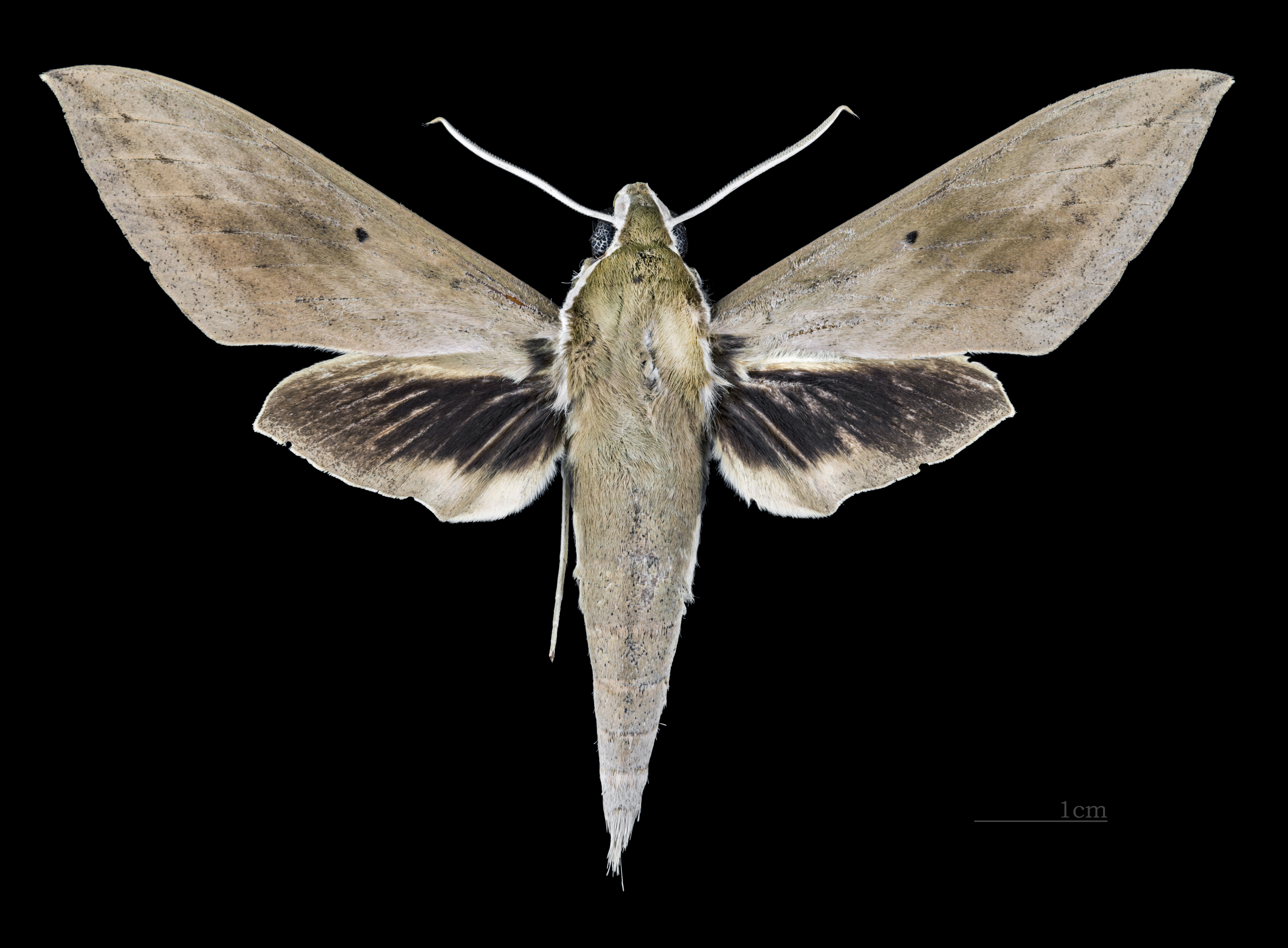
♂
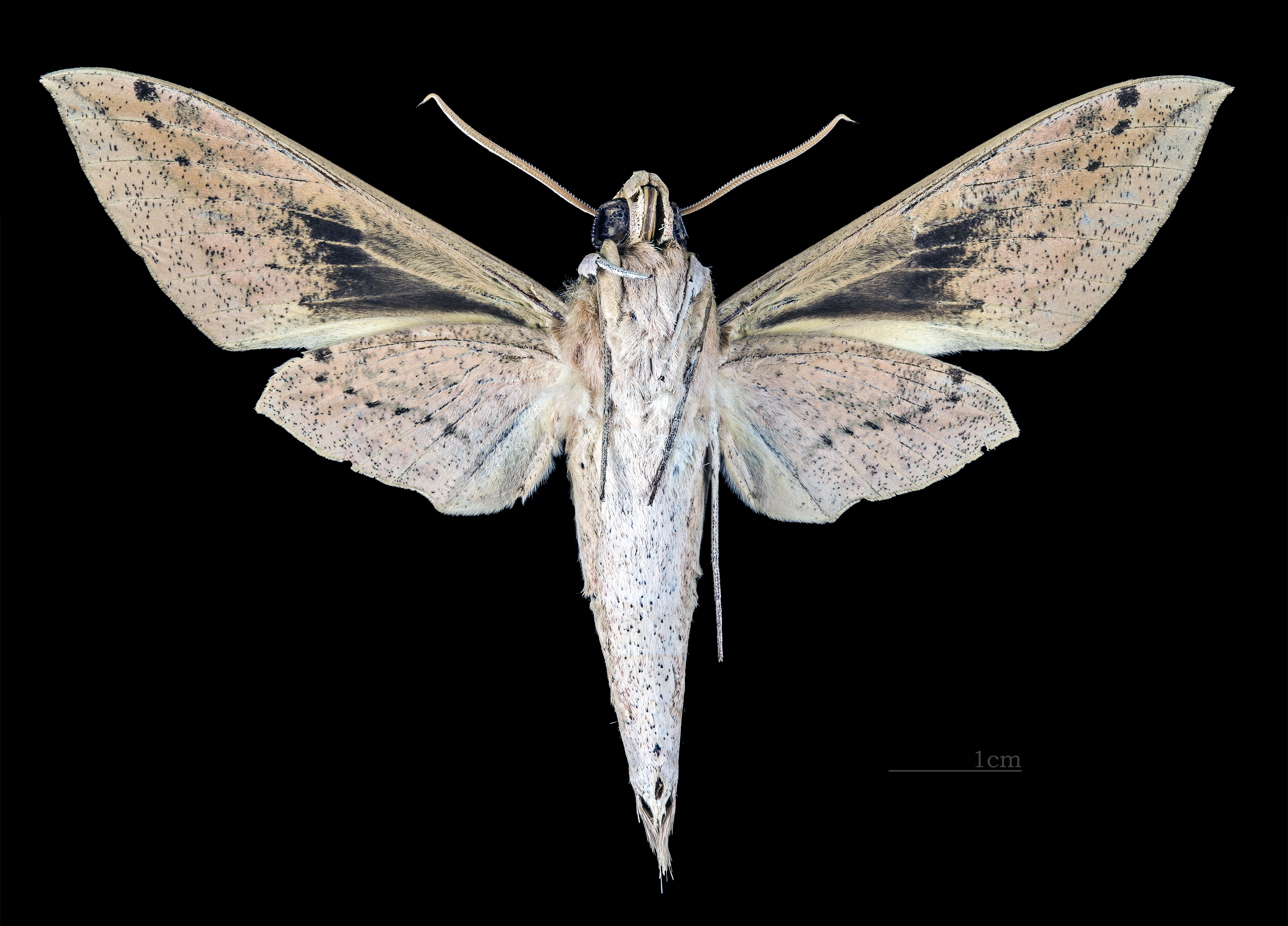
♂ △
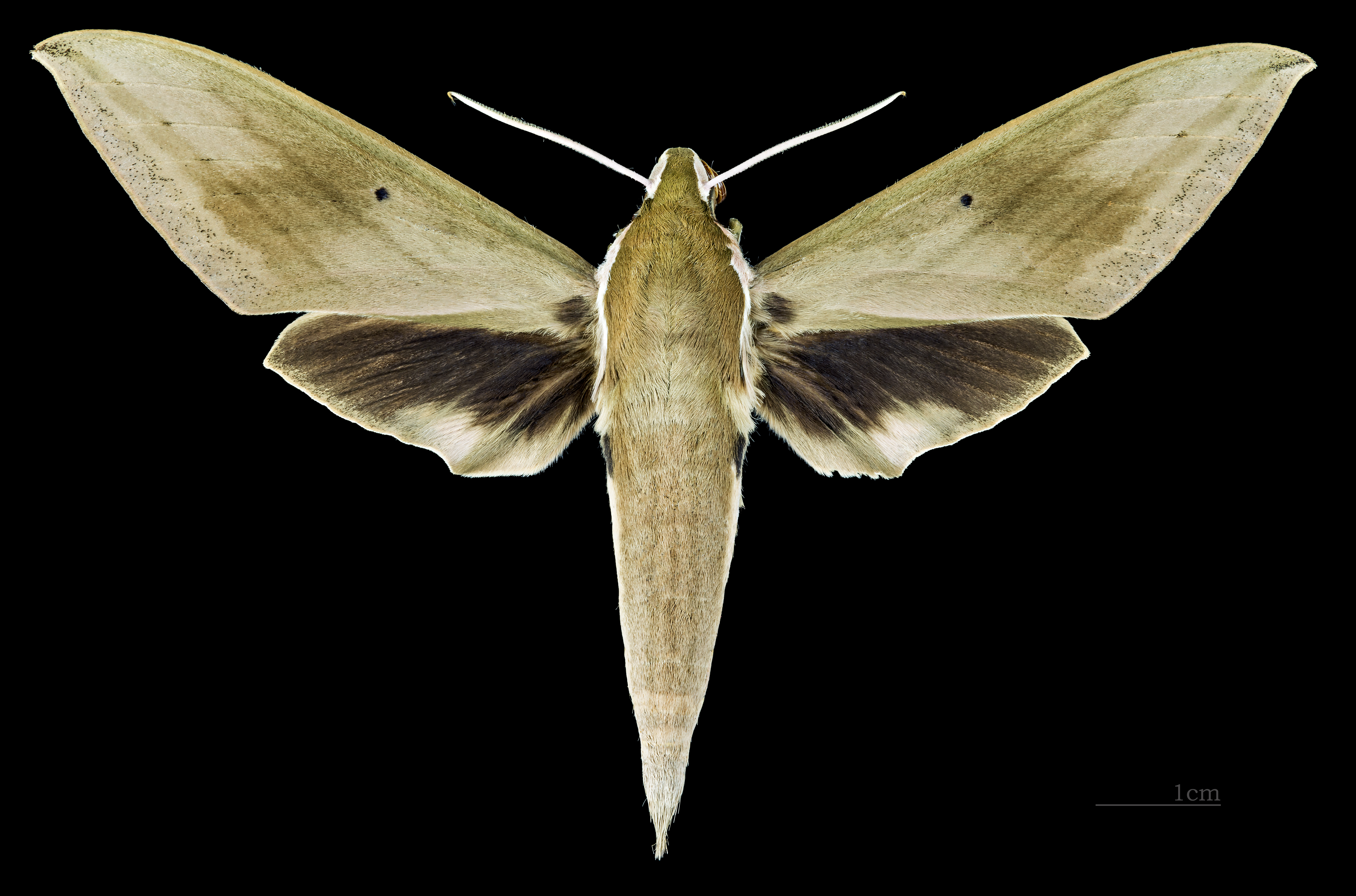
♀
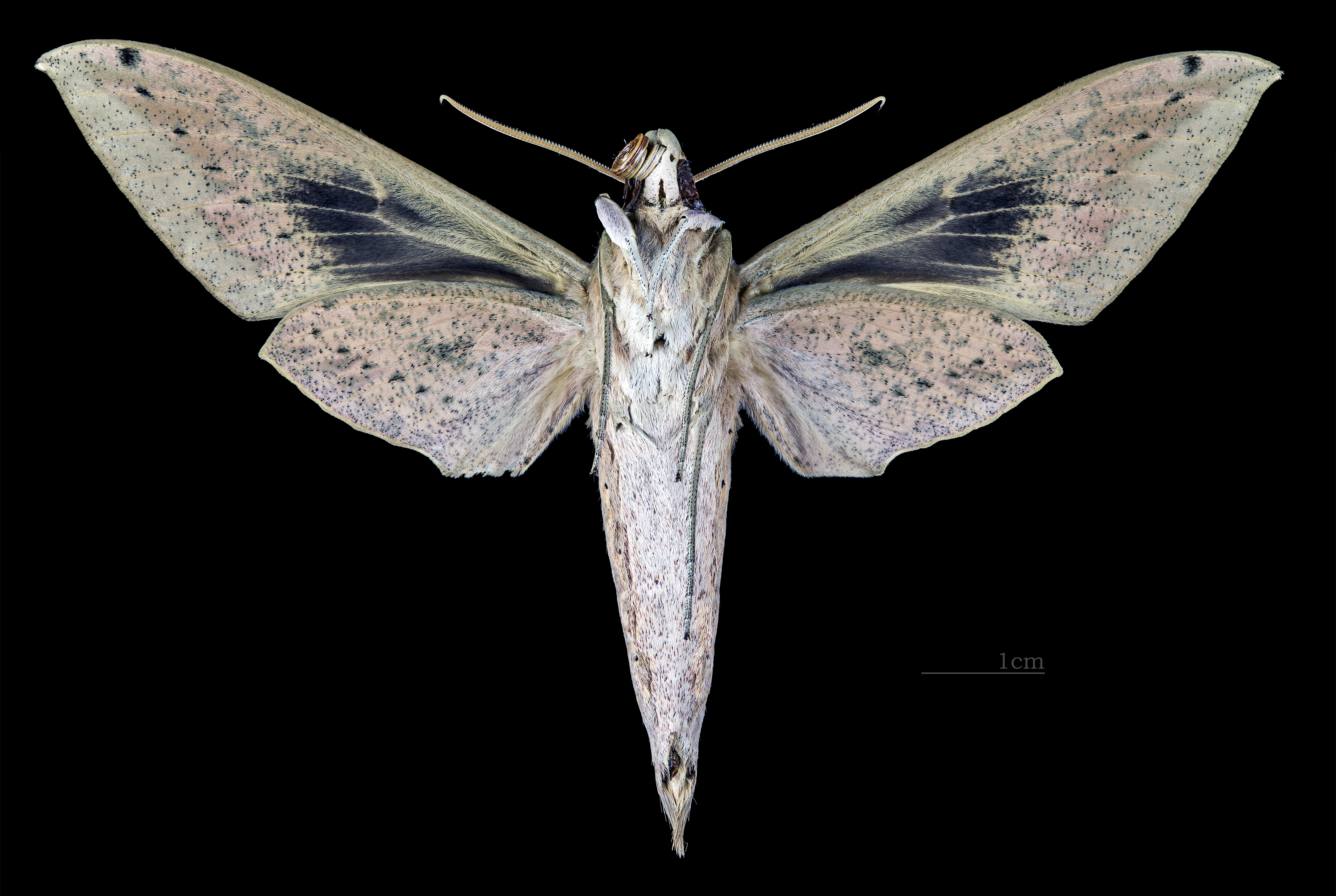
♀ △